# Yakov Rylski
Yakov Anufrievich Rylski –en ruso, Яков Ануфриевич Рыльский– (25 de octubre de 1928-9 de diciembre de 1999) fue un deportista soviético que compitió en esgrima, especialista en la modalidad de sable.
Participó en tres Juegos Olímpicos de Verano entre los años 1956 y 1964, obteniendo dos medallas, bronce en Melbourne 1956 y oro en Tokio 1964. Ganó doce medallas en el Campeonato Mundial de Esgrima entre los años 1955 y 1966.

## Palmarés internacional
| Juegos Olímpicos   | Juegos Olímpicos            | Juegos Olímpicos  | Juegos Olímpicos  |
| Año                | Lugar                       | Medalla           | Prueba            |
| ------------------ | --------------------------- | ----------------- | ----------------- |
| 1956               | Melbourne (Australia)       | Medalla de bronce | Sable por equipos |
| 1964               | Tokio (Japón)               | Medalla de oro    | Sable por equipos |
| Campeonato Mundial |                             |                   |                   |
| Año                | Lugar                       | Medalla           | Prueba            |
| 1955               | Roma (Italia)               | Medalla de bronce | Sable por equipos |
| 1957               | París (Francia)             | Medalla de plata  | Sable por equipos |
| 1958               | Filadelfia (Estados Unidos) | Medalla de oro    | Sable individual  |
| 1958               | Filadelfia (Estados Unidos) | Medalla de plata  | Sable por equipos |
| 1959               | Budapest (Hungría)          | Medalla de bronce | Sable por equipos |
| 1961               | Turín (Italia)              | Medalla de oro    | Sable individual  |
| 1961               | Turín (Italia)              | Medalla de plata  | Sable por equipos |
| 1962               | Buenos Aires (Argentina)    | Medalla de bronce | Sable por equipos |
| 1963               | Danzig (Polonia)            | Medalla de oro    | Sable individual  |
| 1963               | Danzig (Polonia)            | Medalla de plata  | Sable por equipos |
| 1965               | París (Francia)             | Medalla de oro    | Sable por equipos |
| 1966               | Moscú (URSS)                | Medalla de plata  | Sable por equipos |